# Кісь Андрій Миронович
Андрій Миронович Кісь (нар. 17 травня 1982; Львів) — український санкар. Учасник Зимових Олімпійських ігор 2006, 2010 та 2014 років.
Вихованець СДЮШОР «Беркут» (Львів), Львівська ШВСМ.
Випускник НУ «Львівська політехніка» та Львівського державного університету фізичної культури, тренери — Володимир Гарцула, Юрій Собота.
Представляє ФСТ «Колос».